# Idaea holosericiaria
Idaea holosericiaria är en fjärilsart som beskrevs av Freyer 1846. Idaea holosericiaria ingår i släktet Idaea och familjen mätare. Inga underarter finns listade i Catalogue of Life.